# Kościół Najświętszego Serca Pana Jezusa w Tarnowie (Urszulański)
Kościół Najświętszego Serca Pana Jezusa – nieistniejąca świątynia Sióstr Urszulanek znajdująca się na rogu dzisiejszych ulic Bema i Urszulańskiej w Tarnowie.
Kościół został wzniesiony w latach 1877-1878 według projektu architekta Karola Polityńskiego. Konsekrowany przez bpa tarnowskiego Alojzego Pukalskiego w 1878 roku.  W 1979 roku w związku z erygowaniem nowej parafii i rozpoczęciem budowy nowego kościoła, został rozebrany.